# Brisa Da Silva
Brisa Yamila Da Silva Esquiera (Las Piedras, 20 de marzo de 2002) es una futbolista uruguaya que juega como guardameta en el Colón FC y en la selección femenina de Uruguay.

## Carrera deportiva
Da Silva fue guardamenta en el Club Atlético Juventud en las tempoaradas 2017 y 2018. Posteriormente, desde 2019, es parte del equipo del Colón Fútbol Club.

### Selección uruguaya
Da Silva jugó en la selección femenina de fútbol sub-17 de Uruguay en las tempoaradas 2017 y 2018. Hizo su debut con la selección absoluta de Uruguay el 6 de octubre de 2019